# Zoë Newman
Zoë Newman es una exactriz canadiense conocida por su papel como Ida Lucas en la serie Degrassi, The Kids of Degrassi Street, que estuvo al aire desde 1981 hasta 1986. La serie fue inspirada por una película de 1979, Ida Makes a Movie, protagonizada por Newman como Ida Lucas, Dawn Harrision como la mejor amiga de Ida, Catherine "Cookie" Peters, y Allan Melusi como Fred Lucas, el hermano mayor de Ida.